# 工場法
工場法（こうじょうほう）は、産業革命期において苛酷な労働を強いられた工場労働者、特に幼年労働者及び女子労働者を保護することを目的として制定された法律。骨子は労働時間や深夜業の規制である。
19世紀以来、各国で同様の法律が制定され改正を重ねており、1919年に採択されたILO第1号条約では1日8時間・週48時間労働を定めるなど、労働条件・労働時間規制が進んでいた。
日本でも、1911年に工場法が制定されている。

## 各国の工場法

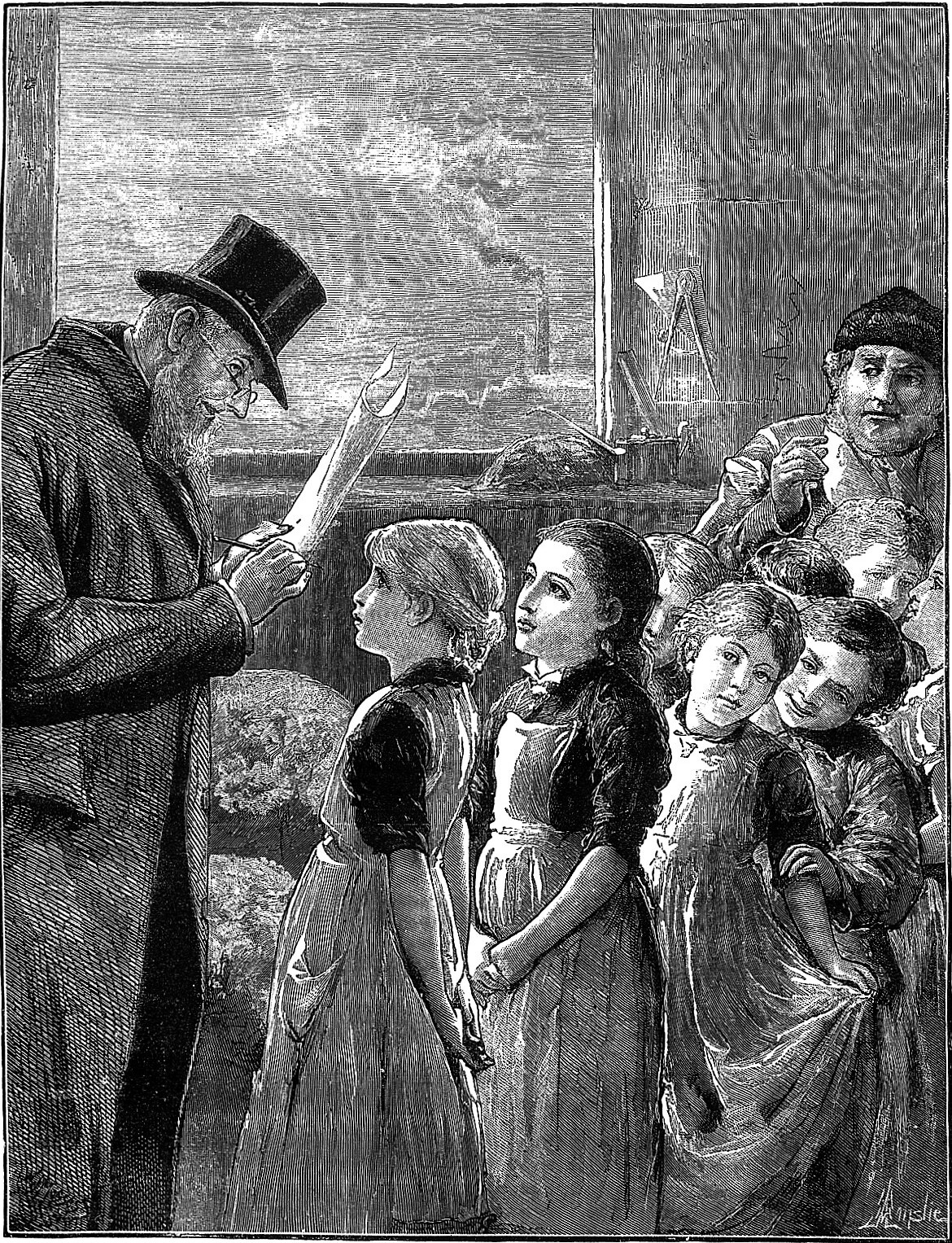
イギリスの工場監察官。

### イギリス
18世紀末期から19世紀にかけて（1760年代から1830年代にかけて）、イギリスで産業革命が起こり、児童労働の強要、成人労働においても労働時間が1日12時間以上となるなど、労使関係のなかで、労働者は、生命や体力を搾取され、労働者の健康保持が課題となってきた。そこで、労働者は資本家に対する反抗をし始め、政府は、1833年に工場法を制定。この制定においては、グレイ内閣の庶民院院内総務オルソープ子爵の主導で工場法を制定し、児童労働の労働時間制限を設けた。また法案の実行力を確保するために工場監察官も設けた。1844年、1847年、1867年、1874年にわたって労働日・時間の短縮と少年婦人労働の制限などを柱に、下記のとおり改正された。
- 1833年制定時…9歳未満の児童の労働を禁止。9歳～18歳未満の労働時間を週69時間以内に制限。その監督をする工場監察官の配置を義務化（任命）。
- 1844年改正…女性労働者の労働時間を18歳未満の労働者（若年労働者）なみに制限。
- 1847年改正…若年労働者と女性労働者の労働時間を1日あたり最高10時間に制限。
- 1867年改正…繊維産業のみならず、50人以上の工場全般が対象となる。
- 1874年改正…週56時間労働制の実施（平日＝月曜から金曜まで1日10時間まで、土曜は6時間まで）。